# None pizza with left beef
None pizza with left beef (equivalent en català a 'pizza de res amb carn de vedella a l'esquerra') és un mem d'Internet creat per Steven Molaro basat en una comanda de pizza trol que va fer el 19 d'octubre de 2007. S'ha descrit com una «monstruositat corporativa però divertidíssima», una «trolejada perfecta» i un «monument als assoliments de l'arrogància de la humanitat».

## Història
A finals dels anys 2000, el lliurament de pizzes es trobava enmig d'un moment tecnològic de transició, durant el qual s'havia introduït recentment la comanda en línia, i els llocs web de les pizzeries eren rudimentaris però, així i tot, prou complets. El 19 d'octubre de 2007, el blogaire Steve Molaro va dur a terme un experiment per a provar els límits de la personalització dels ingredients de la guarnició de la pizza (toppings). Per tant, va fer anar els botons d'opció del lloc web per a fer una comanda deliberadament absurda a Domino's Pizza: demanà una pizza de 6 polzades sense seleccionar cap dels formatges, salses o cobertura, amb l'única excepció de la carn vedella (i només al costat esquerre de la pizza). Més tard, quan li va arribar a casa, fotografià els resultats de l'experiment. Feu una captura de pantalla del formulari web de la comanda i també una fotografia del lliurament resultant al seu blog, The Sneeze. Molaro descrigué la pizza en si com a «pa sense gust amb pèl·lets de carn salada».
La publicació posteriorment es feu del tot viral i romangué d'allò més popular durant diversos anys. Àdhuc se'n feren collarets amb la forma de la pizza disponibles comercialment i la trolejada es va convertir en una part de la història interna i de la cultura popular digital de la xarxa Tumblr.

## Impacte posterior
Des de fa anys, aquella acció s'ha fet servir sovint per a il·lustrar la personalització extrema —i sovint absurda— que permeten els sistemes de comandes d'aliments en línia. També s'ha usat com a exemple dels reptes inherents al disseny de la interfície d'usuari, atès que indirectament els consumidors hi poden trobar maneres de jugar i inventar combinacions imprevisibles i també fora del control de les empreses.
El periodista sobre entorn digital Brian Feldman escrigué en una retrospectiva de New York Magazine del 2017 que l'acte None pizza with left beef era un exemple de «trol perfecte»: una comanda absurda que genera un tipus d'impressió a tothom que toca. Els que reberen la comanda hagueren de cuinar una «pizza horrible», qui feu la comanda l'hagué de pagar igualment i fins i tot els que estigueren a prop del lliurament d'aquella pizza es veieren irremeiablement afectats per la seva presència, en paraules de Feldman «contaminant l'espai d'una manera intangible». El periodistà plantejà que «ens hem centrat tant en si podem o no fer la None Pizza With Left Beef que ens hem oblidat de preguntar si ho hauríem de fer».